# Борисова, Борислава
Борислава Борисова (болг. Борислава Борисова; род. 27 февраля 1951) — шведская шахматистка, международный мастер (1974) среди женщин.
В составе сборной Швеции участница 7-и Олимпиад (1978—1984, 1988, 1992—1994). На 8-й (1978) и на 15-й (1992) показала 3-й результат на своей доске.

## Изменения рейтинга
| Графики недоступны из-за технических проблем. См. информацию на Фабрикаторе и на mediawiki.org. |